# マージョリー・テイラー・グリーン
マージョリー・テイラー・グリーン（Marjorie Taylor Greene、1974年5月27日 - ）は、アメリカ合衆国の政治家、実業家、陰謀論者。共和党所属の下院議員。極右派のトランピアンとして知られる。2020年11月に当選し、2021年1月3日に就任宣誓を行った。
ピザゲート、Qアノン、偽旗の銃乱射事件、アメリカ同時多発テロ事件陰謀説といった既に反証されている極右陰謀論を支持している。また、議員立候補前には著名な民主党政治家たちの処刑を支持していた。2020年大統領選挙ではジョー・バイデンに敗れたトランプが結果を覆そうとする試みを支持した。
選挙人団票の集計時には他の共和党議員と共にバイデンが獲得した票の承認に異議申し立てを行ったが、却下された。結果に反してトランプが圧勝したと主張し、大統領就任の翌日にバイデンによる権力の乱用を主張して弾劾条項を提出した。下院はグリーンの過去の扇動的で暴力的な発言を理由として全委員会の役職からのグリーンの除名を決議した。2021年2月4日の投票では11人の共和党議員が除名に賛成した。

## 生い立ちと教育と政界入り前のキャリア
ジョージア州ミレッジビルでロバート・テイラーの娘として生まれる。1992年にジョージア州カミングのサウス・フォーサイス高校を卒業し、1996年にジョージア大学で経営学士号を得て卒業する。
2019年の声名と2021年2月4日の下院での銃の権利と学校での銃撃に関する自身の立場を説明するスピーチでグリーンは1990年9月に発生した武装した学生による5時間に及ぶ人質事件の影響があることをほのめかした。彼女は「私が11年生の16歳のとき、私の学校は銃禁止区域で、私の学友1人が銃を学校に持ち込んで学校全体を人質に取ったので、それがどれほど酷いことか理解している」と語った"。
グリーンの父のロバート・テイラーはジョージア州アルフレッタを拠点とする建設会社テイラー・コマーシャルの創設者であり、2002年に彼女とその夫のペリーに会社を売却した。夫婦はそれぞれ会社の副社長と社長を務めている。グリーンは2007年から2011年まで会社のC.F.O.であった。
テイラー・コマーシャルは住宅のリフォームおよびサイディング請負業者として区分されており、2020年の新型コロナウィルス流行の際は給与保護プログラム（PPP）により中小企業庁（SBA）から12万2300ドルを受け取った。SBAはテイラー・コマーシャルがこの資金で12人の雇用を維持できることを示した。2020年7月の共和党の討論会でグリーンの対立候補である脳神経外科医のジョン・コーワンはパンデミック中の救済基金の充当に反対していた彼女がPPPを利用したことに疑問を呈した。
2011年にテイラー・コーマーシャルのC.F.O.を辞任したグリーンはクロスフィットを始め、ソーシャルメディアへの投稿とポッドキャストの配信を開始した。2012年までにグリーンはジム・チェンバーズが所有するアルファレッタのジムのクロスフィット・オン・ザ・ムービーでパートタイムコーチとして働いた。2013年8月、グリーンはアルフレッタにクロスフィットのジムのクロスフィット・パッションを当時22歳のトラヴィス・メイヤーと共同で設立し、後に売却した。
2017年からグリーンは陰謀論系のニュースサイトである「アメリカン・トゥルース・シーカーズ」の「特派員」として59件の記事を執筆し、また2018年からは「ロー・エンフォースメント・トゥデイ」で27件の記事を執筆した。2017年にグリーンは共和党の銃規制の妥協に抗議するためにワシントンD.C.を訪れた。
グリーンは2018年1月に設立された保守系団体のファミリー・アメリカ・プロジェクトの幹部であった。彼女は民主党への脅迫、オバマ夫妻への偏見、アメリカ政府には共産党員が侵入しているというジョン・バーチ・ソサエティの主張を含む様々な陰謀論の支持などを表明する同団体のFacebookグループのモデレーターであった。

## 下院議員

### 2020年下院議員選挙戦
グリーンは当初はジョージア州第6選挙区から立候補していた。2019年12月13日、第14選挙区現職であったトム・グレイヴスが再選を目指さないことを発表した後、グリーンは選挙戦をそちらに移した。この地区はチャタヌーガ大都市圏からアトランタ周辺までのジョージア州北西部の多くを含んでいる。2020年3月2日、ジョージア州共和党は選挙戦資金として5220ドルを提供した。
2020年2月29日、グリーンはジョージア州ラファイエットで開催された銃の権利集会にジョージア州共和党への影響力を浸透させようとする極右団体「アメリカン・パトリオッツ・U.S.A.」と共にに出席した。同団体は極右団体「アメリカン・ブラザーフッド・オブ・パトリオッツ」やジョージア州のアメリカ合衆国からの離脱を提唱する極右民兵「ジョージア3%マーターズ」と同盟している。集会でグリーンはアメリカン・パトリオッツ・U.S.A.を掲げ、2度の収監歴があるクー・クラックス・クランのメンバーのチェスター・ドーレスと写真を撮った。
2020年9月19日、グリーンはジョージア州リングゴールドで開催された銃の権利集会に参加した。集会ではジョージア3%マーターズが警備を協力した。
グリーンはドナルド・トランプの強固な支持者として選挙運動を行い、「アメリカを救え、社会主義を食い止めろ!」（"Save America, Stop Socialism!"）というスローガンを掲げた。予備選挙の数日前、Facebookは利用規約違反を理由にグリーンのビデオを削除した。ビデオで彼女はAR-15ライフルを持って「アンティファのテロリストたち」に「ジョージア州北西部に近づくな」と警告していた。
最初の予備選挙を勝ち抜いたグリーンは決選投票でジョン・コーワンと対決した。ウォーカー郡共和党が後援した7月14日の討論でグリーンは「アメリカで仕事をすることが全て」であり、事業主として「アメリカで数千もの仕事を生み出した」と主張した。
8月11日、グリーンは決選投票で勝利した。ジョージア州第14選挙区は共和党が強く、彼女は本選挙でも議席獲得が有力と見なされていた。第14選挙区のクック・パルチザン・ヴォーティング・インデックスは「R+27」であるが、これはアメリカ全土で10番目、東部時間地域では3番目、ジョージア州内では隣接する第9選挙区に次いで共和党が強い地区である。また、2012年に割り振られて以来、第14選挙区で得票率が30%を超えた民主党候補者は存在しない。トランプは2016年の選挙ではこの地区で75%の得票率だったが、これは全国で8位の成績であった。グリーンの決選投票での勝利の翌日、トランプは彼女への支持をツイートし、彼女を「万事に強く、決して諦めない、本物の勝者」である「未来の共和党のスター」と評した。
グリーンは民主党候補のIT専門家のケヴィン・ヴァン・オースダルとの対決が予想されていたが、彼は2020年9月11日に選挙戦からの撤退を表明した。これによりグリーンは対抗馬無しで本選挙を迎えることとなった。
2020年9月3日、グリーンは自身のFacebookページでアレクサンドリア・オカシオ＝コルテス、イルハン・オマル、ラシダ・タリーブの隣にAR-15ライフルを持った自分を並べた画像を投稿した。彼女は「強い保守的なクリスチャンが私たちの国を引き裂こうとする彼女ら社会主義者に対して攻撃する時が来た」と描いた。画像の下のキャプションには「スクワッドの最低の悪夢」と書かれていた。下院議長のナンシー・ペロシはこのミームを「暴力の危険な脅威」と評し、オマルは殺害の脅迫を引き起こすと主張した後に削除を要求した。ミームが脅威か否かであるかについての『フォーブス』の質問に応えたグリーンのスポークスマンは要求を「妄想的でばかげている」、「陰謀論」と評した。後日、Facebookによって暴力扇動の規約違反を理由にミームが削除されるとグリーンは「（民主党員が）就任宣誓をする前に私を潰そうとした」と主張した。
本選挙でグリーンは得票率74%で勝利した。投票用紙に名前が残っていたヴァン・オースダルの得票率は25%であった。グリーンは共和党員としては史上2人目となる女性のジョージア州選出下院議員となった。史上初であったカレン・ハンデルは2017年の特別選挙で第6選挙区で勝利したものの、2018年の通常選挙では敗れた。したがってグリーンはジョージア州で初めて通常選挙に勝利した女性の共和党員である。
2020年の選挙から数日後、グリーンは夫のペリーのフロイド郡の投票記録から「詐欺」が発覚したと主張し、ソーシャルメディア上に「私の夫は決して不在者投票を要求しなかったが、彼が投票所に行くと、既に不在者票を受理していると言われた。でも彼は不在者投票を要求したことも、投票に行ったことも、投票用紙を送ったこともない。（中略）もう1枚の投票用紙はなんだったの?」と書いた。フロイド郡の主任選挙管理官ロバート・ブレイディは『アトランタ・ジャーナル＝コンスティチューション』の記者に別の投票用紙は存在せず、手順に従って取り消されたと説明し、「彼（ペリー・グリーン）は23日に宣誓供述書に署名して投票を許可された。彼は1度だけ投票した」と述べた。

#### 支援者
立候補したグリーンを支持した著名な共和党員には下院議員のジム・ジョーダンとアンディ・ビッグス、トランプの補佐官のマーク・メドウズが含まれた。メドウズの妻のデビー・メドウズもまた支援者であり、事務局長を務めるライト・ウーマン・パックは彼女の選挙戦に1万7500ドルを寄付した。その他の支援者にはヘリテージ財団理事長のハーブ・ヴァン・アンデル・ギャビーや弁護士で陰謀論者のL・リン・ウッドがいた。グリーンはさらにフリーダム・コーカスの選挙資金調達部門であるハウス・フリーダム・ファンドの支援を受けた。
| 政党     | 政党     | 候補者                           | 得票数  | 得票率 (%) |
| -------- | -------- | -------------------------------- | ------- | ---------- |
|          | 共和党   | マージョリー・テイラー・グリーン | 43,892  | 40.3       |
|          | 共和党   | ジョン・コーワン                 | 22,862  | 21.0       |
|          | 共和党   | ジョン・バージ                   | 9,619   | 8.8        |
|          | 共和党   | クレイトン・フラー               | 7,433   | 6.8        |
|          | 共和党   | ビル・ハンブリー                 | 6,988   | 6.4        |
|          | 共和党   | ケヴィン・クック                 | 6,699   | 6.2        |
|          | 共和党   | マット・ローリッジ               | 6,220   | 5.7        |
|          | 共和党   | ベン・ブロック                   | 3,883   | 3.6        |
|          | 共和党   | アンディ・ガンザー               | 1,220   | 1.1        |
| 総得票数 | 総得票数 | 総得票数                         | 108,816 | 100.0      |

| 政党     | 政党     | 候補者                           | 得票数 | 得票率 (%) |
| -------- | -------- | -------------------------------- | ------ | ---------- |
|          | 共和党   | マージョリー・テイラー・グリーン | 43,813 | 57.1       |
|          | 共和党   | ジョン・コーワン                 | 32,982 | 42.9       |
| 総得票数 | 総得票数 | 総得票数                         | 76,795 | 100.0      |

| 政党     | 政党             | 候補者                           | 得票数  | 得票率 (%) |
| -------- | ---------------- | -------------------------------- | ------- | ---------- |
|          | 共和党           | マージョリー・テイラー・グリーン | 229,827 | 74.7       |
|          | 民主党           | ケヴィン・ヴァン・オースダル     | 77,798  | 25.3       |
| 総得票数 | 総得票数         | 総得票数                         | 307,625 | 100.0      |
|          | 共和党が議席維持 |                                  |         |            |

#### 2022年下院選
グリーンは2022下院選で民主党マーカス・フラワーズを破り再選された。

### 在勤期間

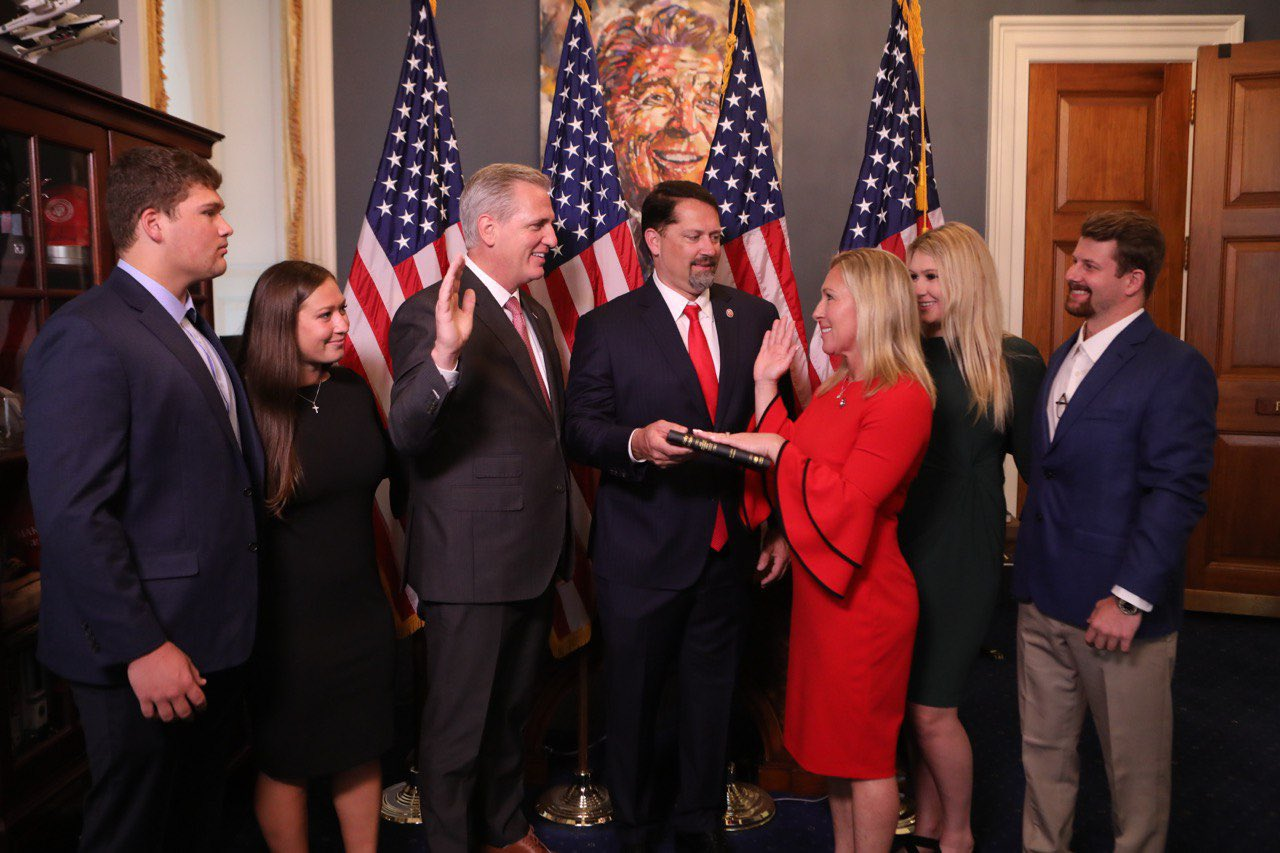
下院少数党院内総務のケビン・マッカーシーに宣誓をするグリーン。

グリーンは2020年大統領選挙でトランプがバイデンに敗れたにもかかわらず、就任当日に「トランプが勝った」（"Trump Won"）と書かれたフェイスマスクを着用して下院に出向いた。選挙人団票の集計の際にグリーンはミシガン州の票の集計に異議を唱えたが、上院議員の署名を得ていなかったために却下された。
2021年1月6日のトランプ支持者たちによる議会議事堂襲撃に対してグリーンは暴力の終結とトランプ大統領への支持を呼びかけた。グリーンは襲撃を受けて避難する際にはフェイスマスクの着用を拒否し、またトランプの弾劾が議論されている間に「民主党は彼らのレトリックに触発された政治的暴力について責任を問われなければならない」とツイートした。これを受けて民主党下院議員のジェイソン・クロウ（コロラド州）は彼女を「道徳的に破綻した」、「堕落した」、「率直に危険」と呼んだ。
グリーンはバイデンの就任翌日の2021年1月21日に権力の乱用を理由に彼の弾劾条項を提出した。『ニュースマックス』のグレッグ・ケリーとのインタビューでグリーンはバイデンが「大統領の権力を乱用し、外国政府、中国のエネルギー企業、そしてウクライナのエネルギー企業に簡単に買収されることをいとわない」と主張した。
2021年1月27日、下院議員のジミー・ゴメス（民主党・カリフォルニア州）は以前にグリーンが民主党員に対する暴力を呼びかけていたという報告を受け、彼女を下院から除名する決議案を起草したことを発表した。下院議員のジェイク・オーキンクロス（民主党・マサチューセッツ州）もまた議員仲間に対する暴力的な脅迫を理由にグリーンの辞職または除名を求めた。2021年1月28日、下院の民主党議員に対するグリーンの脅威が明らかとなり、下院議長のナンシー・ペロシは「下院の敵」と安全対策強化の必要性に言及した。さらにペロシはグリーンがアメリカ各地で発生した学校内銃乱射事件が捏造であると主張しているにもかかわらず、共和党指導部が彼女を下院教育労働委員会に加えたことを批判した。
2021年1月29日、下院議員のニケマ・ウィリアムズ（民主党・ジョージア州）とサラ・ジェイコブス（民主党・カリフォルニア州）は民主党議員たちに脅迫的なコメントをしたグリーン対する非難決議を発表した。決議にはグリーンへの辞職勧告が含まれた。

### 所属する委員会
グリーンは選挙前の扇動的言動を理由に除名される以前は予算委員会と教育労働委員会の一員であった。
2021年2月4日以降:
- なし[13]

2021年2月4日以前:
- 予算委員会（英語版）[77]
- 教育労働委員会（英語版）[78]

### コーカス
- フリーダム・コーカス[79]

## 政治的立場

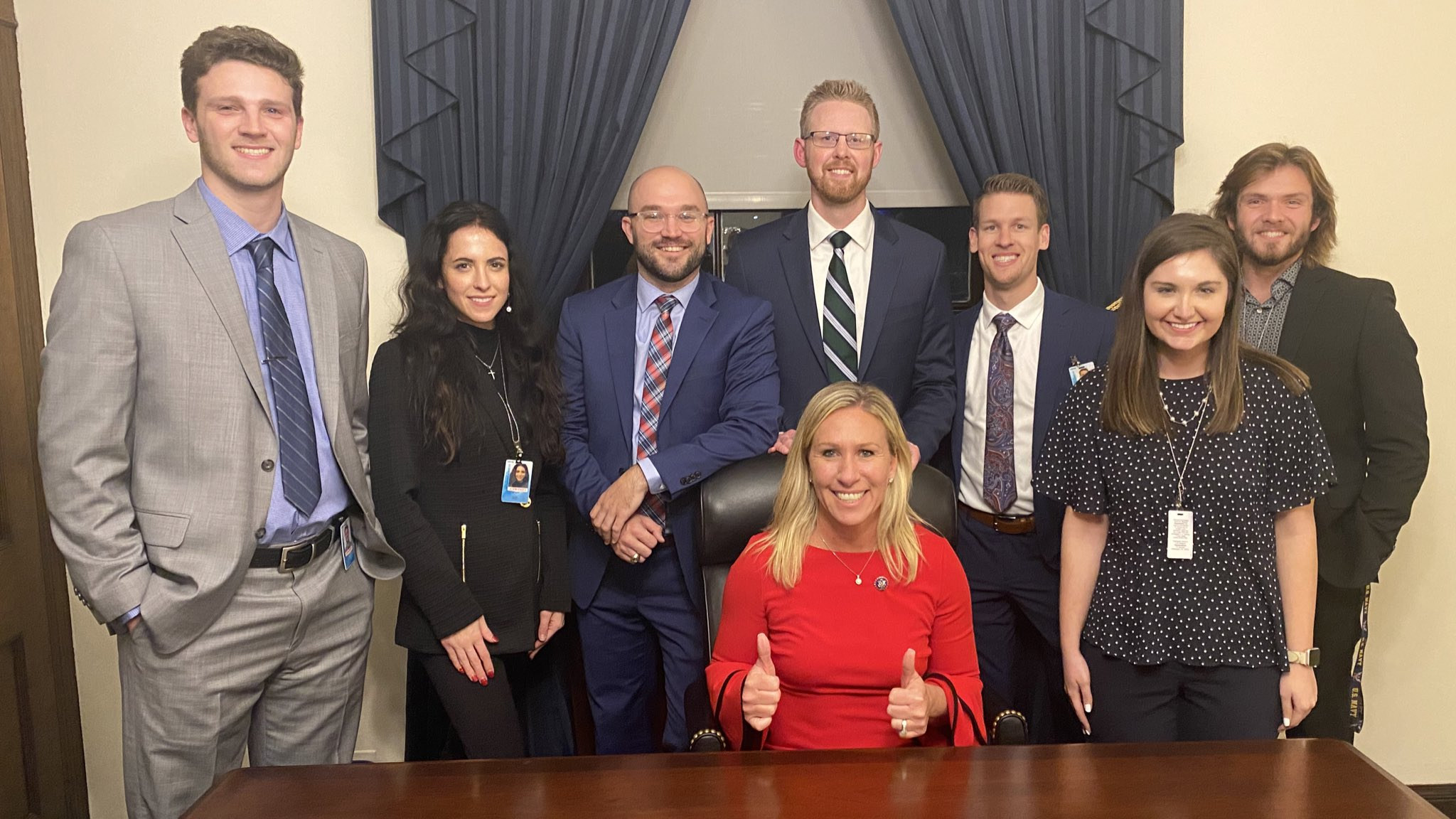
グリーンは2021年1月3日の就任初日に、議会のオフィススタッフである「チーム・グリーン」と過ごした。

2020年の共和党予備選挙での勝利後にグリーンはTwitterで「共和党エスタブリッシュメント、メディア、そして急進左派は数ヶ月と数百万ドルを費やして（私を）攻撃した」と主張した。彼女は「（共和党を）右側に引っ張る」ことを続けるつもりであると述べた。

### 妊娠中絶
グリーンは妊娠中絶に反対している。2020年8月のFOXニュースのインタビューで彼女はプランド・ペアレントフッドへの資金援助中止を主張した。

### 銃所持権
グリーンは2020年9月にジョージア州リングゴールドで開催された憲法修正第2条に賛成する集会に参加した。集会で彼女は銃所持者の権利を「常に」保護し、人々が銃を所持することを困難にする法案には賛成しないと述べた。彼女は「政府は私が所有できる銃の数と誰かが私や子供を攻撃した場合に発射できる弾丸の数を教えることは決して無いだろう」と表明した。2020年9月、グリーンはキャンペーン広告で使ったAR-15ライフルをプレゼントする意向をツイートした。

### COVID-19
2020年7月、グリーンはTwitterで「子供はマスクを着用するべきでない」と述べ、疾病予防管理センターやそのほかの公衆衛生専門家らによる勧告を拒否した。彼女はコロナウイルスのパンデミック対策のために合衆国議会議事堂に課せられた規則（フェイスマスクの着用を含む）を「民主党の専制的な統制」であると主張した。彼女はパンデミック対策のためのあらゆる形態のマスクの着用の義務化、予防接種の義務化、ロックダウンに反対している。グリーンはTwitterでマスク着用は「抑圧的」であると表現し、 彼女の態度を「不穏」と評したアメリカ国立アレルギー・感染症研究所所長のアンソニー・ファウチからの返答を促した。グリーンは2021年の議事堂襲撃事件で他の議員たちと避難部屋に入る際はマスクの着用を拒否した。
2022年1月2日、Twitterは、新型コロナウイルスに関する誤った情報の投稿を繰り返したとして、グリーンの個人アカウントを永久凍結したと発表した。下院議員としての公式アカウントは存続している。

### 人種・宗教・移民
グリーンはブラック・ライヴズ・マター（BLM）運動に否定的であり、彼らは「過激なマルクス主義者」の集団であると主張した。ビデオで彼女はBLM活動家と2017年8月にバージニア州シャーロッツビルで開催されたユナイト・ザ・ライト・ラリーに参加した白人至上主義者を比較した。ビデオの1つの締めくくりでグリーンは「今日のアメリカで最も虐げられているグループは白人男性だ」とコメントした。
『ポリティコ』が入手した音源でグリーンは「シャリーアを信じるムスリムは誰も（アメリカの）政府に属していない」と述べていた。彼女は「アフリカ系アメリカ人は「民主党の奴隷にされている」と主張した。黒人、ムスリム、ユダヤ人に関するグリーンのコメントは共和党下院指導部、全国共和党議会委員会会長のトム・エマー、共和党ユダヤ人連合から非難された。グリーンは2018年の中間選挙でムスリム系女性のイルハン・オマルとラシダ・タリーブが当選したことについて、「我々の政府に対するイスラムの侵略」の一部であると主張した。
2019年2月、グリーンとその支持者たちはクルアーンを使って就任宣誓を行ったオマルとタリーブに対して聖書で宣誓をやり直させるために議会オフィスビルを行進した。グリーンは宣誓の際は聖書を使うことが義務づけられているという誤った主張をした（実際には憲法修正第6条で「いかなる官職または信任による職務に就く資格条件として、宗教上の審査を課してはならない」と規定されている）。

### ドナルド・トランプとジョー・バイデン
グリーンはドナルド・トランプ元大統領の強力な支持者である。2021年1月4日、彼女はジョージア州における大統領選挙の結果を「承認拒否」することを求めた。グリーンはそうすることで（同じ投票で選出された）自分自身や他のジョージア州共和党員の議席に影響が及ぶことについて尋ねられると、「大統領選について話してるだけだ」と述べた。
ドナルド・トランプが2回目の弾劾訴追を受けると、グリーンは大統領就任の翌日の1月21日にジョー・バイデンの弾劾条項を提出した。グリーンに賛同した者は1人もいなかった。

## 発言
陰謀論を公然と支持するグリーンは議員就任前から物議を醸す扇動的言動を繰り返していた。グリーンはミリシア（民兵）の団体との関係を持つほか、トランプと対立している「ディープステート」の一派である（と主張する）民主党政治家やFBI捜査官の死刑執行を要求していたことが報じられている。

### ミリシアとの関係と暴力的な発言
選挙の1週間前の2020年10月27日、銃活動家のクリス・ドールとのインタビューでグリーンは視聴者に対し、「自由を取り戻す唯一の方法は、血の代償を払うことだ」と語った。2021年1月29日、『ニューヨーク・タイムズ』紙はスリー・パーセンターズやオース・キーパーズを含む過激な民兵グループに対するグリーンの支援や過去の関係の詳細を報じた。そのグループのメンバーの一部は2021年アメリカ合衆国議会議事堂襲撃事件に参加していた。

#### 民主党員とFBI捜査官の処刑を主張
グリーンは2019年1月のFacebookビデオで「死によって罰せられるのは反逆罪だ。ナンシー・ペロシは反逆罪で有罪だ」と述べた。グリーンはペロシが国境の壁に反対し、「アメリカ市民ではなく不法滞在者に奉仕している」ことを理由に彼女を反逆罪での弾劾を求めるホワイトハウスへの嘆願を宣伝するためにビデオを作成した。2019年2月のFacebookのライブ配信ビデオでグリーンは、ペロシが裁判にかけるまでもなく「反逆罪」で「死ぬか投獄される」ことを提案した。グリーンはその後、民主党の下院議員のマキシン・ウォーターズに対しても「ナンシー・ペロシと同様に反逆罪で有罪」であると主張した。
2018年と2019年のグリーンのFacebookアカウントで、バラク・オバマ元大統領、ヒラリー・クリントン元国務長官、ナンシー・ペロシ下院議長を含む主要な民主党員や連邦捜査局の捜査官の処刑の支持が表明されていたことが2021年1月にCNNによって報じられた。例えば2018年4月の「今、私たちは彼らを吊すことができるか?」という投稿に対し、グリーンは「舞台は整っている。役者は配置されている。我々は忍耐強くなければならない。これらが完全に遂行されなければ、リベラルな裁判官たちは彼らを失望させる」と回答していた。グリーンは報道内容の信憑性については否定せず、代わりにCNNの記事は「政界進出前の私の時代に焦点を当てたもの」、「私のページはチームで管理していた」と述べ、そしてCNNは「私の見解を示したものではない」コンテンツを報じたのであると主張した。進歩的な擁護団体であるピープル・フォー・ザ・アメリカン・ウェイはグリーンの発言をめぐって彼女を下院から追放することを正式に求めた。これを成し遂げるには下院の3分の2からの支持が必要となる。

### 陰謀論の支持
2020年の最初の予備選の後に『ポリティコ』はグリーンが投稿した人種差別主義、反ユダヤ主義、イスラム恐怖症の見解の表明した動画を再公開した。グリーンの偏見とQアノン陰謀論への支持は共和党下院指導者のケビン・マッカーシーと共和党下院院内幹事のスティーブ・スカリースから非難された。グリーンのソーシャルメディア上への投稿や出版物のいくつかは2020年の選挙戦を通してウェブ上に残った。グリーンの投稿は2021年1月に注目を浴びた後に彼女自身により削除された。
グリーンは「ヒラリー・クリントンは数々の殺人の首謀者」、「民主党エリートがサタニックな児童の性的人身売買を取り仕切っている」、「2017年ラスベガス銃乱射事件は政府が指揮した」、「フロリダ州パークランドのストーンマン・ダグラス高校銃乱射事件は銃規制推進を目的とした偽旗攻撃」、「サンディフック小学校銃乱射事件は俳優による芝居」、「バラク・オバマ元大統領とその顧問のヴァレリー・ジャレットは実はイスラム教徒」、「9・11事件におけるペンタゴンへの飛行機突撃は捏造」などの多くの根拠に乏しい陰謀論を支持している。グリーンはまた2018年のカリフォルニア州のキャンプ・ファイアの原因はロスチャイルド社の「宇宙太陽光発電機」によるものであるという反ユダヤ主義の陰謀論も支持した。

#### ピザゲートとQアノン
グリーンはヒラリー・クリントンが小児性愛者および人身御供組織に関与していると主張し、2017年にはピザゲート陰謀論が真実であるとして支持した。さらにグリーンはヒラリーが政敵の暗殺を繰り返しているという「クリントン・キル・リスト」陰謀論も主張した。グリーンは2018年にYouTubeに投稿したビデオでヒラリー・クリントンがニューヨーク州での上院議員選挙でライバルとなる可能性があるジョン・F・ケネディ・ジュニアを1999年に飛行機墜落事故死にみせかけて殺害したと主張した。
2018年にグリーンは「フラズレドリップ」（Frazzledrip）と呼ばれる陰謀論を信じていることをFacebookで表明した。「フラズレドリップ」とはヒラリー・クリントンと彼女の側近のフーマ・アベディンが悪魔的儀式で子供を殺害するビデオが存在し、クリントンが後にそれを隠蔽するために警察官を殺害したという主張である。グリーンはメディア・マターズによるこの件の報道を「共産主義者のブロガー」の作品であるとして否定した。
グリーンは極右のQアノン陰謀論を支持しており、2017年のFacebookに投稿されたビデオで陰謀論を「聞く価値がある」と述べた。彼女はビデオで「悪魔を崇拝する児童性愛者の世界的な陰謀団を暴き出せる唯一の機会があり、私たちにはそれを実行できる大統領がいると考える」と述べた。
グリーンは削除された陰謀論系のウェブサイトのアメリカン・トゥルース・シーカーズに民主党を「児童性交、サタニズム、オカルト」と結びつける内容を含む59件の記事を書いていた。2020年に下院議員に立候補した際にはグリーンはその種の陰謀論から距離を置き、選挙戦中には「Q」またはQアノンに言及しなかったと述べた。2020年8月のFOXニュースのインタビューで彼女はもはやそれとは無関係であると主張し、「誤った情報」を知ったと述べた。

#### 偽旗作戦や捏造説などの主張
2017年にFacebookに投稿したビデオでグリーンは2017年のラスベガス銃乱射事件が単独犯であることに疑問を呈し、武器を所有する権利を制限するために謀られたものであると主張した。グリーンは2017年8月のシャーロッツビルの白人至上主義者の集会で反対運動者が自動車に轢殺された事件は「内部の犯行」であると主張した。2019年にニュージーランドで起こったクライストチャーチモスク銃乱射事件も同様に「偽旗作戦」であると考えた。
2018年のインタビューでグリーンは9・11同時多発テロ事件でアメリカン航空77便はペンタゴンに衝突しなかったという陰謀説の支持を表明した。彼女は「ペンタゴンに墜落したいわゆる飛行機」に言及し、「ペンタゴンの飛行機について証拠がまったく示されていないのは奇妙だ」と述べた（実際には証拠は多数存在する）。また、同年の保守系の集会で彼女は9・11事件はアメリカ政府による陰謀の一部であると発言した。2020年8月にメディア・マターズ・フォー・アメリカで発言が報道されるとグリーンはTwitterで「ミサイルがペンタゴンに命中したと主張する人々もいる。私は今、それは正しくないことを知っている」と述べた。。グリーンは民主党全国委員会のスタッフのセス・リッチはバラク・オバマの味方のストリートギャングのMS-13により殺されたと主張している。さらにグリーンはオバマは実はイスラム教徒であると主張している（実際はキリスト教徒）。
2019年2月のインタビューでグリーンは最高裁判所判事のルース・ベイダー・ギンズバーグが別人と入れ替えられて公の場に現れていることを示唆した。Qアノン関係の陰謀論ではギンズバーグはその数年前に密かに死亡しており、民主党によってそれは隠蔽され、トランプ政権下で最高裁判所のリベラル席が失われないするようにするために影武者に成り代わられているとされていた。ギンズバーグは実際にはトランプの任期中の2020年9月18日に死亡し、トランプは彼女の後任を任命した。

#### スクールシューティング
2021年1月にメディア・マターズは2018年のFacebookの投稿でグリーンがフロリダ州パークランドで起こったストーンマン・ダグラス高校銃乱射事件を組織的な「偽旗」作戦であると主張していたことを報じた。別の投稿では2012年のサンディフック小学校銃乱射事件も偽旗作戦であると主張していた。同年後半には「私はナンシー・ペロシがヒラリー・クリントンに月に数回、厳格な銃規制推進を国民に納得させるために『我々には別の学校での銃撃が必要だ』と言っていたと聞いている」と投稿した。フレッド・ガッテンバーグ、デヴィッド・ホッグ、キャメロン・カスキーといった銃乱射事件の生存者たちはグリーンの発言を非難し、議会からの辞任を要求した。パークランドの銃撃事件の生存者で銃規制賛成派であるホッグはグリーンによって「#リトルヒトラー」（"#littleHitler"）と呼ばれた。2019年にジョージア州の銃の権利団体にインタビューを受けた彼女はホッグを「犬のように」訓練された「バカ」であると糾弾した。2019年3月のビデオでグリーンはホッグを追いかけ回し、彼が自分の目的のために子供を利用していると非難している。ホッグに会ったグリーンは彼を「弱虫」と呼び、彼がジョージ・ソロスから資金提供を受けているという嘘の主張をした。さらに『スノープス』はグリーンがホッグを狙ったもう1本のビデオが見つかったことを報じた。2本のビデオは2019年3月25日の内容であり、1本目はグリーンのFacebookアカウントでライブ配信されたもの、2本目は2020年1月にグリーンのYouTubeアカウントにアップロードされたものであった。
WRCB-TVの記者のメレディス・アルディスは2021年1月27日にタウンホールイベントでグリーンがホッグに嫌がらせをしているビデオの件を質問しようとしたが、逮捕すると脅された。
一連の言動が明るみに出た直後、サンディフックがある地区から選出された下院議員のジャハナ・ヘイズ（民主党・コネチカット州）は、グリーンを教育労働委員会に加えないように促す要望書を下院共和党指導部に提出した。ホッグはNBCニュースの声明でグリーンは議会から除名されるべきであるという見解を表明し、「マージョリー・テイラー・グリーンを追放しないならば、マッカーシー少数党院内総務は彼女を支持したことになる」と宣言した。共和党首脳部は2月3日に対応を協議したが、委員会から除名することでトランプ支持者の離反を招く可能性があることから処分を見送り、民主党は2月5日に下院本会議に所属委員会から除名する決議案を提出。採決に先立ちグリーンは一連の過去の発言は自分自身や選挙区、価値観を示すものではないと釈明したものの、民主党だけでなく共和党からも11人が賛成に回り、賛成230、反対199票で決議は可決された。

#### 反ユダヤ主義と「ホワイト・ジェノサイド」
2018年、グリーンは「シオニスト至上主義者たち」がネイティブの白人層に取って代わる移民でヨーロッパをあふれさせようと共謀しているという、反ユダヤ主義のホワイト・ジェノサイド陰謀論をとなえるビデオ『With Open Gates: The Forced Collective Suicide of European Nations』をシェアした。メディア・マターズによって報じられたこのビデオは、難民支援者たちが「移民の歩兵」を利用して「人類史上最大の虐殺」を犯していると主張するものであった。グリーンはビデオをシェアする際に「これは国連が世界中で望んでいることだ」とコメントした。彼女はまたユダヤ系の実業家でホロコースト生存者のジョージ・ソロスをナチス呼ばわりした。彼女はソロスの家族がハンガリーのナチスと協力し、「未完了のことを続けようとしている」という陰謀論を主張した。

#### キャンプ・ファイア陰謀論
2021年1月、様々なメディアによって2018年11月にグリーンのFacebookアカウントがカリフォルニア州のキャンプ・ファイアについての陰謀論をシェアしていたことを報じた。これはカリフォルニア州知事のジェリー・ブラウン、PG&E、ロスチャイルド&Co、ソーラーエンが関与した「宇宙太陽光発電機」が原因で大火災が起こったという陰謀論である。ロスチャイルド家は「ユダヤ人銀行家の国際的な陰謀団」として遅くとも19世紀から数多くの反ユダヤ主義者の陰謀論の標的となっていた。アメリカ・ユダヤ人小機関代表者協議会や名誉毀損防止同盟といったユダヤ系団体はグリーンが反ユダヤ主義を帯びた陰謀論を支持していることを批判し、コメンテイターなどからは彼女は嘲笑の的となった。フレッド・ガッテンバーグはグリーンを批判し、「彼女は私の娘がパークランド（の銃乱射事件）で死んだことを否定している。（中略）それでも、私の名前がガッテンバーグで、ユダヤ人だから、彼女は私が森でレーザを発射して火事を起こしたと考えている」と述べた。
太陽エネルギー会社のソーラーエンは、宇宙太陽光発電は電磁スペクトルの可視光部分を使って電力を発しなかったために陰謀論者が言う「青い光線」は観測できないこと、システムはレーザーを使っていないために「レーザービーム」は無いこと、ソーラーエンとPG&Eの契約は2015年に終わっていること、ソーラーエンは2021年までに太陽光発電衛星を宇宙に打ち上げことがないことなど、この陰謀論に関する根本的な問題を指摘した。

### 議会内の対応
グリーンの扇動的言動と陰謀論の推進は民主党員によって非難された。下院議員のデビー・ワッサーマン・シュルツ（民主党・フロリダ州）は全ての委員会の任務からグリーンを除名するように働きかけ、「選挙前と任期中のグリーンのゾッとするような行動は国内テロリズムを助長し、同僚の命を危険にさらし、下院議会全体に恥をかかせた。（中略）彼女の行動と発言、そしてそれらを否認することに対する攻撃的な拒絶に基づき、これらの2つの影響力のある委員会の重要な仕事に参加することを許可されるべきではない」と述べた。2021年2月1日、下院多数党内総務のステニー・ホイヤー（民主党・メリーランド州）は少数党内総務のケビン・マッカーシーとその他の下院共和党指導者らに72時間以内にグリーンを委員会から降ろさなければ、民主党はワッサーマン・シュルツの決議案を下院で取り上げると伝えた。マッカーサーはグリーンの発言を「非常に不穏」と評した。
共和党幹部がグリーンを非難する圧力を強めている中、上院少数党内総務のミッチ・マコーネルは『ザ・ヒル』で声明を発表し、「愚かしい嘘と陰謀論」は「共和党のガン」であると言って攻撃した。声明で名指しはされなかったものの、「まぎれもなく」グリーンが「明らかに標的」にされていると報道された。マコーネルは翌日、グリーンについての自身のコメントを参照し、「私は自分の気持ちを十分に話したと思う」と加えてそれを認めた。マコーネルはさらに「9・11事件でペンタゴンに飛行機が突っ込まなかったとか、数々の恐るべきスクールシューティング事件は仕組まれていたとか、JFKジュニアの飛行機事故はクリントン家の仕業だとか主張している者は現実世界を生きていない。こんなことはアメリカに住む家族が直面する課題とは何も関係が無いし、我々の党を強くすることができる中身ある活発な議論の対象でもない」と述べた。これに対しグリーンは「共和党にとっての本当のガンは、カッコ良く負けることしかできない弱腰の共和党員たちだ。だからこそ、我々は自分たちの国を失いつつある」とTwitterで反論した。マコーネルの声明に続いて他の複数の共和党上院議員もグリーンに対する批判を表明した。ミット・ロムニーは「（共和党の）大きなテントは保守派も狂人も両方収容できるほど大きくない」と述べた。ケヴィン・クレイマーは「スクールシューティングは芝居であるとする彼女の見解」を引き合いに出して、「（グリーンが）教育委員会に所属することを支持するのは困難」と述べ、さらに「現実権限には道徳的権限がある」と付け加えた。フロリダ州の上院議員両名はストーンマン・ダグラス高校銃乱射事件が現実ではなかったかもしれないという発想を非難し、特にマルコ・ルビオは偽旗作戦を主張する者は「混乱しているか、サディストだ」と述べた。グリーンは批判を利用して新たな資金を調達し、自分の議席を守る必要があると述べた。
2021年2月2日、マッカーシーはグリーンと面会した後に共和党議員の委員会職務を担当する下院共和党運営委員会の会合を開いた。その当日は結論を下さなかったが、グリーンは2月3日の共和党議員連盟会議でドナルド・トランプの2回目の弾劾で賛成票を投じたリズ・チェイニー議員の処遇と共に主要な議題となった。グリーンはトランプ元大統領の支持を続けており、マッカーシーは党の支持を保ちつつチェイニーとグリーンの処遇を決めるという問題を抱えた。
昔の発言に関する論争が過熱したため、グリーンはソーシャルメディア上の古い投稿を削除し、2021年2月3日の下院共和党会議の前に自身のソーシャルメディアのコンテンツは自身の人柄を反映していなかったと主張した。彼女のコメントの後に出席者の約半数が立ち上がり、拍手喝采を送った。同日に民主党が管理する下院議事規則委員会はグリーンを委員会から除名するというワッサーマン・シュルツの決議案を通過させた。一方でマッカーシーはグリーンに不利な行動はとらないと述べた。下院議長のナンシー・ペロシはグリーンに黙従したとしてマッカーシーを非難し、彼を「マッカーシー（Q-CA）」と呼んだ。2月4日、委員会からのグリーンの除名を問う投票が下院で行われた。賛成は230票、反対は199票であり、民主党議員全員と共和党議員11人が賛成票を投じた。

### 議会外の反応
グリーンの発言はアメリカ・ユダヤ人小機関代表者協議会と共和党ユダヤ人連合から非難された。
グリーンのTwitterアカウントは2021年1月17日に12時間にわたって凍結された。Twitterの広報はグリーンが「複数の違法行為」のために制裁を受けたと発表した。Twitterの対応は議会議事堂襲撃事件後に数千のQアノン関連アカウントを削除する掲げた会社の方針に基づいていた。凍結前のグリーンの投稿には不正選挙を巡る虚偽の主張とジョージア州の選挙管理人がその主張を相手にしなかったことを非難する声明が含まれていた。翌日凍結が解除されるとグリーンはTwitter社を非難した。
2021年2月9日、10歳のダウン症の息子を持つショーン・ホームズはウィットフィールド郡で開催された共和党会議でグリーンと対峙した。グリーンはダウン症の人を指して「retard」（知恵遅れ）という言葉を使ったことを問い詰められると、「それは俗語であったと思われます。実際に辞書にも載っています」と前置きした上で「それについてお詫びします。誰にとっても不快です」と述べた"。

## 私生活
グリーンは第6選挙区にあるアルファレッタに長らく住んでいる。下院議員は自身が選出された州に住むことが義務づけられているが、必ずしも選挙区と同じ場所に住む必要は無く、したがって地元アルファレッタから第14選挙区に出馬することは法的には問題なかった。しかしグリーンは第14地区からの出馬を検討した直後、実現すればそこへ移住するつもりであると述べた。彼女はその後、ポールディング郡に家を購入した。グリーンは宣誓までに同じく第14選挙区にあるロームに移った述べた。FECに提出された書類ではアルファレッタ在住となっている。
2020年8月11日のFacebookへの投稿でグリーンは1995年にペリー・グリーン（Perry Greene）と結婚したことを明かした。夫婦は子供を3人もうけている。
2012年7月3日、グリーンはフルトン郡上級裁判所の家庭裁判部に離婚を申請した。夫婦はそれぞれ弁護士をつけたが、裁判所は申請を許可せず、2012年9月11日に棄却された。グリーンには離婚届を提出する前に複数の不倫関係があったと報じられているが、彼女自身はそれを否定している。
2011年のビデオでグリーンは幼少期から家族とともに教会に時々通い、7歳の時に初めて洗礼を受け、学校の授業で初聖体を受けたと語った。彼女は結婚後に夫と通っていた教会が「とんでもないスキャンダルに遭遇した」と語った。彼女はその後、アルファレッタを拠点とする福音派メガ・チャーチ・ネットワークであるノースポイント・コミュニティ教会で再洗礼を受けた。グリーンはその後自身の信仰について語り、「私の信仰と私の家族の価値観をワシントンにもたらしたい」と述べている。